# リン・ピクネット
リン・ピクネット（英：Lynn Picknett、1947年4月）は、超常現象、オカルト、歴史的・宗教的なミステリーに関する作家、研究者、講演者。

## 人物
1947年4月、イギリスのケント州フォークストーンに生まれたピクネットは、ヨークの幽霊屋敷といわれる家で育ち、パーク・グローブ・ジュニア・スクールとクイーン・アン・グラマー・スクールに通った。大学で英文学を専攻し学位を取得した後、教師、店員、漫才師などを経て、1971年にロンドンに移り住み、マーシャル・キャベンディッシュ出版社に副編集長見習いとして入社。
1980年代には「The Unexplained」の副編集長を務め、他の多くの出版物にも寄稿。LBCのマイケル・ヴァン・ストラテンやクライヴ・ブル、トーク・ラジオなど、さまざまなラジオ番組にもレギュラー出演。アングリアTVとサザンTVのテレビ番組のプレゼンターも務めた。
1990年にはバースで開催された英国王立写真協会の「The Unexplained」展のゲストキュレーターを務め、1999年にはブラッドフォードの国立写真・映画・テレビ博物館でも同じ役割を果たした。
1990年代初頭、彼女は研究者であり作家でもあるクライヴ・プリンス（Clive Prince）とコンビを組んだ。彼らの最初の著書『トリノの聖骸布：レオナルド・ダ・ヴィンチはいかに歴史を欺いたか』（Turin Shroud: How Leonardo da Vinci Fooled History）は、聖骸布のいわゆる奇跡的な特徴のすべてが、ピンホールカメラ（カメラ・オブスクラ）だけで再現可能であり、レオナルド・ダ・ヴィンチはその画像を制作する際に、イエスのモデルに自分の顔を使ったと主張したが、聖骸布の最初の展示がダ・ヴィンチの生誕のほぼ1世紀前の1357年であったという事実を見落としていた。これについてピックネットとプリンスは、ダ・ヴィンチ以前の聖骸布は「今日のものと同じものではなかった」と反論している。
ピックネットとプリンスが1997年に出版した『テンプル騎士団の黙示録』は、ダン・ブラウンが『ダ・ヴィンチ・コード』の中で、また2006年の裁判（Baigent & Leigh v. Random House）において、彼の小説の主なインスピレーション源としてクレジットされている。1998年から2003年にかけて、研究者のスティーヴン・プライヤーとロバート・ブライドンと共同で『Double Standards』（邦題『ルドルフ・ヘスの隠蔽工作』）を含む3冊の本を出版した： ルドルフ・ヘスの隠蔽工作』（2001年）では、キース・プリンス（Keith Prince）を『トリノの聖骸布』への貢献者として、フィリップ・コペンズを『スターゲートの陰謀』（The Stargate Conspiracy、1999年）への協力者としてクレジットし、彼に捧げている。 
ピックネットとプリンスは、映画『ダ・ヴィンチ・コード』に短時間登場する。主人公たちがロンドン中心部のフリート・ストリートの外れにあるテンプル教会に向かう途中、二人はロンドンのバスに登場する。ロバート・ラングドン（トム・ハンクス）はバスの後部にいるソフィー（オドレイ・トトゥ）と合流するために席を立ち、ピックネットとプリンスは左側に座っている。

## 著書

### 単著
- 『ネス湖の怪獣 (ピトキンガイド)』（The Loch Ness Monster (Pitkin Guides)）
- 『ロイヤル・ロマンス-王室の恋愛事情を描いた歴史書』（Royal Romance an Illustrated History of the Royal Love Affairs）
- 『マグダラのマリア。キリスト教の隠れた女神』（Mary Magdalene: Christianity's Hidden Goddess）
- 『ルシファーの秘密の歴史』（The Secret History of Lucifer）
- 『マンモスブック・オブ・UFO』（Mammoth Book of UFOs）
- 『空想の飛行？超常現象体験の100年』（Flights of Fancy? 100 Years of Paranormal Experiences）

### 共著
- Encyclopedia of Dreams (1988) (with Anna Fornari and Emilio Rombaldini)
- Turin Shroud: In Whose Image? the Truth Behind the Centuries-Long Conspiracy of Silence (1994) (with Clive Prince)
- The Templar Revelation (1997) (with Clive Prince)
- Stargate Conspiracy: The Truth about Extraterrestrial Life and the Mysteries of Ancient Egypt (2001) (with Clive Prince)
- Double Standards: The Rudolf Hess Cover-Up (2002) (with Clive Prince and Stephen Prior)
- War of the Windsors: A Century of Unconstitutional Monarchy (2002) (with Clive Prince and Stephen Prior)
- Friendly Fire. The Secret War between the Allies (2004) (with Clive Prince and Stephen Prior)
- The Sion Revelation (2006) (with Clive Prince)
- The Masks of Christ: Behind the Lies and Cover-ups About the Man Believed to Be God (2008) (with Clive Prince)
- The Forbidden Universe (2011) (with Clive Prince)
- When God Had a Wife: The Fall and Rise of the Sacred Feminine in the Judeo-Christian Tradition (2019) (with Clive Prince)